# Екатерининская куртина Петропавловской крепости
Екатерининская куртина — памятник архитектуры. Расположен в Петропавловской крепости. Соединяет Нарышкин (с 15 июня 1725 года называвшийся бастионом Екатерины) и Трубецкой бастионы.
Изначально все куртины крепости были земляными, в кирпиче их стали перестраивать с 1706 года, перестройка была завершена к 1740 году.
В 1779—1786 году эскарповые стены куртин, выходящих на юг, облицевали гранитом.
Казематы куртины использовались как темницы, в XVIII веке их использовал под производственные нужды Монетный двор.
Единственная куртина крепости, в которой нет проездных ворот.